# Terramex
Terramex — графическая приключенческая компьютерная игра, разработанная компанией Teque Software Development и выпущенная в 1987 году. Игра вышла на ZX Spectrum, MSX, Amstrad CPC, Commodore 64, Amiga, Atari ST. На некоторых платформах игра выходила под названием Cosmic Relief: Prof. Renegade to the Rescue.

## Игровой процесс
Целью является найти профессора Айстрейна (Eyestrain — «зрительное напряжение») в его секретной лаборатории. Профессор предсказал, что к Земле движется метеор и его курс угрожает столкновением.
Геймплей в основном состоит из прыжков через пропасти, собирания загадочного набора предметов и уклонения от множества злодеев, таких как летающие ящерицы, гигантские водяные капли, и щупальца, которые появляются неожиданно из-под камней.
Продвижению вперёд препятствуют различные головоломки, которые обычно решаются выбором правильных предметов из имеющихся в наличии. Часто это приходится делать методом проб и ошибок, поскольку некоторые предметы трудно идентифицировать и решение часто не лежит на поверхности. Однако игрок всегда может нажать «T» (Think — «подумать»), персонаж почешет голову и возможно скажет, чего ему не хватает чтобы выйти из текущей ситуации.
В игре вообще нет текста; все взаимодействия происходят визуально.
Музыка, написанная Беном Даглиш, дополняет атмосферу игры. Она представляет собой длительный, но очень разнообразный трек, который плавно переходит от зловещего марша к оптимистичной поп-музыке.

## Оценки и мнения
| Иноязычные издания | Иноязычные издания | Иноязычные издания | Иноязычные издания |
| Издание            | Оценка             | Оценка             | Оценка             |
| Издание            | Amiga              | Atari ST           | ZX Spectrum        |
| ------------------ | ------------------ | ------------------ | ------------------ |
| Crash              |                    |                    | 80 %               |
| Génération 4       | 83 %               | 83 %               |                    |